# Tullio Regge
(Tullio Regge)
Tullio Eugenio Regge (Torino, 11 luglio 1931 – Orbassano, 23 ottobre 2014) è stato un fisico e matematico italiano.
I suoi studi hanno dato contributi fondamentali alla fisica e alla fisica matematica, fra i quali l'elaborazione di un nuovo approccio formale alla relatività generale, la scoperta di particolari proprietà matematiche di certe soluzioni delle equazioni di Einstein, lo studio di alcuni aspetti matematici della teoria delle interazioni forti.

## Biografia
Figlio del geometra Michele e di Lidia Petrini, si laureò in fisica a Torino nel 1952 con Mario Verde e Gleb Wataghin, quindi, sotto consiglio di Eduardo Caianiello, dal 1954 al 1956 frequentò la Rochester University, dove conseguì il dottorato in fisica con Robert Eugene Marshak come relatore. Nello stesso periodo conobbe John Archibald Wheeler, che lo indirizzò verso lo studio della struttura matematica di particolari soluzioni a simmetria sferica delle equazioni di campo della relatività generale, pubblicando con lui nel 1957 i primi lavori sulla metrica di Schwarzschild e sulla stabilità dei buchi neri, dando così il via alla teoria perturbativa lineare dei buchi neri. Sotto consiglio di Wheeler e Kurt Symanzik, dal 1958 al 1959 passò poi un periodo di studi in Germania, collaborando con Werner Heisenberg al Max Planck Institut di Monaco di Baviera.
Proprio a questo periodo, dopo alcuni studi sulla teoria della simmetria in meccanica quantistica, risalgono i suoi contributi alla formalizzazione dei processi d'urto ad alta energia fra particelle (scattering), nei quali, sviluppando un'idea risalente ad Arnold Sommerfeld sull'estensione continua di un momento angolare a valori complessi (che lo condurrà poi al concetto di momento angolare complesso), individuò particolari poli, denominati poli di Regge, di certe funzioni complesse relative alla matrice d'urto (ampiezze d'urto) (cfr. matrice S) di una classe di fenomeni di scattering non relativistico, che diedero il via a importanti capitoli della teoria dello scattering e della teoria delle interazioni forti della fisica delle alte energie. Quest'ultimi lavori porteranno, tra l'altro, alla formulazione dei primi modelli a risonanza duale, preludio alla futura teoria delle stringhe.
Nel 1961 ottenne la prima cattedra di relatività all'Università di Torino, appositamente creata per lui. In quegli anni, all'Istituto di Fisica di Torino, collaborò soprattutto con Giorgio Ponzano, con il quale formulò uno dei primi modelli di gravità quantistica (modello Ponzano-Regge). Sempre negli anni sessanta, definì quello che è oggi noto come calcolo di Regge, una formulazione discreta della relatività generale basata sui simplessi, che lo portò ad introdurre la nozione di gravità discreta, uno dei primi modelli di teoria di gauge su reticolo.
Nel 1963 ritornò negli Stati Uniti, prima alla Princeton University e poi all'Institute for Advanced Study per volere di Robert Oppenheimer, divenendo membro di questo istituto nel 1964 e rimanendo tale fino agli anni '80. In questo secondo periodo americano, in collaborazione con Wheeler e Remo Ruffini, Regge fornì ulteriori importanti contributi all'astrofisica relativistica e alla geometrodinamica di Wheeler.
Nel 1978 ritornò definitivamente in Italia, riprendendo l'insegnamento e iniziando a collaborare con molti del gruppo di fisici teorici (parecchi dei quali suoi compagni di studi o suoi allievi) dell'Istituto di Fisica dell'Università di Torino su argomenti di meccanica quantistica avanzata, teoria statistica dei sistemi a molti corpi, metodi matematici della teoria di gauge e teoria dei sistemi dinamici. In seguito si dedicò alla nascente teoria della supersimmetria ed alla supergravità assieme ad altri fisici del gruppo torinese, formulando una propria teoria geometrica della supergravità in bassa dimensione, denominata group-manifold approach to supergravity, basata su nuove strutture geometriche ispirate al precedente lavoro di Élie Cartan sulla teoria unificata dei campi e la teoria della rappresentazione di gruppi continui. Dal 1983, collaborò altresì con Jeanette E. Nelson sulle teorie della gravità in dimensioni tre.
Più volte membro della divisione teorica del CERN di Ginevra, dal 1995 insegnò teorie quantistiche della materia presso il Politecnico di Torino, ricoprendo il ruolo di professore emerito della I Facoltà di Ingegneria, e conducendo originali ed innovativi studi e ricerche di meccanica statistica su reticolo, applicati poi alla fisica della materia condensata. Regge fu anche membro dell'Accademia dei XL e dell'Accademia Nazionale dei Lincei e presidente onorario della Società italiana di relatività generale e fisica della gravitazione (SIGRAV).
Sposato con la fisica Rosanna Cester, conosciuta negli USA nel 1954, la coppia ha avuto tre figli, Daniele, Marta e Anna.
È morto all'ospedale San Luigi di Orbassano il 23 ottobre 2014 all'età di 83 anni per le complicanze di una polmonite. Il rito funebre civile si è svolto presso la Sala del commiato del Cimitero monumentale di Torino, dove la salma è stata cremata.
Nei ricordi della figlia Anna, parlava sette lingue: inglese, tedesco, francese, spagnolo, russo e ebraico perché voleva leggere la Bibbia in lingua originale, discutendo con i Testimoni di Geova.

## Altre attività
Da giovane, è stato un buon giocatore di rugby, fino a quando non è stato colpito da una forma di distrofia muscolare, che lo ha progressivamente obbligato, dal 1990 in poi, su una sedia a rotelle.
All'impegno come scienziato e ricercatore ha affiancato un'intensa e autorevole attività come divulgatore e pensatore. Esordì nella divulgazione scientifica sul quotidiano torinese Gazzetta del Popolo nel 1979. Dopo la chiusura di questo giornale proseguì questa attività su La Stampa e, fino al 2005, anche sul supplemento Tuttoscienze.
Negli anni '70, si è, fra l'altro, cimentato con successo nell'attività di designer, progettando, secondo una ben precisa visione matematica abbinata ad un certo gusto estetico, la nota poltrona Detecma prodotta da Gufram, divenuta negli anni una classica opera da collezione dei principali musei internazionali d'arte moderna.
Attivo anche in politica, alle Elezioni europee del 1989 Regge fu eletto parlamentare con il Partito Comunista Italiano, ottenendo 69 467 preferenze nella Circoscrizione Italia nord-occidentale; rimase in carica all'Europarlamento fino al 1994.
Collaborava con il CICAP, di cui nel 1990 fu fondatore insieme a Piero Angela nel ruolo di "garante scientifico", subentrando a Edoardo Amaldi. Pubblicava, inoltre, in maniera continuativa, editoriali su Le Scienze, edizione italiana di Scientific American.

## Pensiero
Aveva condiviso l'ipotesi (senza affermarla) che "le leggi della natura che scopriamo, o crediamo di scoprire, siano in realtà una ‘proprietà emergente’ dell’Universo, cioè non esistano fin dall’inizio, come regole oggettive che vengono da noi progressivamente svelate, ma invece derivino da un Caos che si auto-organizza”.

## Riconoscimenti
Fra i principali riconoscimenti internazionali, ha ricevuto:
- nel 1964, il Premio Dannie Heineman per la fisica matematica;
- nel 1968, il premio Città di Como;
- nel 1979, l'Albert Einstein Award per gli studi relativistici;
- nel 1987, la Cecil Powell Medal;
- nel 1996, la Medaglia Dirac;
- nel 1997, il Marcel Grossmann Award;[24]
- nel 2001, il premio Pomeranchuk.[25]

Gli sono stati inoltre dedicati l'asteroide 3778 Regge e un tratto di strada nel quartiere torinese di Mirafiori Sud.

## Lavori principali
- T. Regge, J.A. Wheeler, ”Stability of a Schwarzschild Singularity“, Physical Review, 108 (4) (1957) pp. 1063–1069.
- T. Regge, ”Introduction to complex orbital momenta“, Il Nuovo Cimento, Nuova Serie, 14 (5) (1959) pp. 951–976.
- T. Regge, ”General relativity without coordinates“, Il Nuovo Cimento, Nuova Serie, 19 (3) (1961) pp. 558–571.
- A. Bottino, A.M. Longoni e T. Regge, ”Potential Scattering for Complex Energy and Angular Momentum“, Il Nuovo Cimento, 23 (6) (1962) pp. 954–1004.

## Opere
- L'infinito cercare. Autobiografia di un curioso (con Stefano Sandrelli), Einaudi, Torino, 2012.
- Lettera ai giovani sulla scienza, Rizzoli, Milano, 2004.
- Stelle (con P. Bianucci), Zanichelli, Bologna, 2003.
- Spazio, tempo e universo. Passato, presente e futuro della teoria della relatività (con G. Peruzzi), UTET, Torino, 2003.
- Vicino alla musica (con L. Berio), La Stampa/Zanichelli, Bologna, 1999.
- L'universo senza fine. Breve storia del Tutto: passato e futuro del cosmo (con M. Polidoro), Arnoldo Mondadori, Milano, 1999.
- Non abbiate paura. Racconti di fantascienza, La Stampa, Torino, 1999.
- La freccia del tempo (con P. Bianucci), in CD-ROM, La Stampa/Zanichelli, 1999.
- Einstein e la teoria della relatività (con F. Tibone), in CD-ROM, La Stampa/Zanichelli, Bologna, 1998.
- Da Galileo a Galileo: nello spazio tra le stelle (con P. Bianucci e F. Tibone), in CD-ROM, La Stampa/Zanichelli, Bologna, 1998.
- Atlante dell'universo (con P. Bianucci, W. Ferreri, P. Battaglia e G. Cossard), UTET, Torino, 1997.
- Infinito. Viaggio ai limiti dell'universo, Arnoldo Mondadori, Milano, 1996.
- Scienza e ambiente. Un dialogo (con Maurizio Pallante), Bollati Boringhieri, Torino, 1996.
- Europa universitas: tre saggi sull'impresa scientifica europea (con G. Giorello e S. Veca), Feltrinelli, Milano, 1993.
- Gli eredi di Prometeo. L'energia nel futuro, La Stampa, Torino, 1993.
- Effetto sole: alla ricerca della bella estate (con scritti di altri autori), La Stampa, Torino, 1998.
- Geografia generale con elementi di cosmologia (con A. Biancotti e C. Binelli), corso di geografia diretto da G. Dematteis, Bompiani, Milano, 1987.
- Le meraviglie del reale, La Stampa, Torino, 1987.
- Dialogo (con Primo Levi), prima edizione 1984, ristampa a cura di Ernesto Ferrero, Einaudi, Torino, 2005.
- L'universo: ai confini dello spazio e del tempo (con F. Bertola e M. Hack), Fabbri, Milano, 1983.
- An Elementary Course on General Relativity, Lectures given in the Academic Training Programme of CERN 1982-1983, CERN, Geneva, 1983.
- Relatività e cosmologia (raccolta di articoli, a cura di T. Regge), Le Scienze, Milano, 1981.
- Cronache dell'Universo, Boringhieri, Torino, 1981.
- Spazio, Tempo, Relatività, Loescher, Torino, 1981.
- Quantum Liquids, Lectures presented at the International School of Low Temperatere Physics, Erice (TP), Italy, June 11-25, 1977, edited by J. Ruvalds and T. Regge, North-Holland, Amsterdam, 1978.
- Constrained Hamiltonian Systems (con A.J. Hanson e C. Teitelboim), Accamedia Nazionale dei Lincei, Roma, 1976.
- Vortices and Current Algebra (con M. Rasetti), Accademia Nazionale dei Lincei, Roma, 1976.
- Potential Scattering (con V. De Alfaro), North-Holland, Amsterdam, 1965.